# Веселе (Український старостинський округ)
Весе́ле — село в Україні, у Синельниківському районі Дніпропетровської області. Входить до складу Межівської селищної громади. Населення становить 67 осіб. Орган місцевого самоврядування - Межівська селищна рада.

## Географія
Село Веселе примикає до села Славне. По селу протікає пересихаючий струмок з загатою. Поруч проходить автомобільна дорога Т 0428.

## Історія
- 1890 - дата заснування.
- 12 червня 2020 року, відповідно до розпорядження Кабінету Міністрів України № 709-р від «Про визначення адміністративних центрів та затвердження територій територіальних громад Дніпропетровської області», увійшло до складу Межівської селищної громади[1].
- 19 липня 2020 року, в результаті адміністративно-територіальної реформи і ліквідації Межівського району, село увійшло до складу новоутвореного Синельниківського району[2].